# Delias shunichii
Delias shunichii är en fjärilsart som beskrevs av Sadayuki Morita 1996. Delias shunichii ingår i släktet Delias och familjen vitfjärilar.
Artens utbredningsområde är Papua Nya Guinea. Inga underarter finns listade i Catalogue of Life.